# ستفيان ستانشيف
ستفيان ستانشيف (بالبلغارية: Стефан Станчев)‏ (26 أبريل 1989 بسموليان في بلغاريا - ) هو لاعب كرة قدم بلغاري في مركز الدفاع. لعب مع ليفسكي صوفيا ونادي بوتيف بلوفديف ونادي تشيرنو مور فارنا وFC Minyor Pernik ‏ وPFC Pirin Blagoevgrad ‏ وبيرين بلاغويفغراد.

## روابط خارجية
- ستفيان ستانشيف على موقع قاعدة بيانات كرة القدم.إي يو (الإنجليزية)
- ستفيان ستانشيف على موقع Soccerway.com (الإنجليزية)